# Otothyris travassosi
Otothyris travassosi és una espècie de peix de la família dels loricàrids i de l'ordre dels siluriformes.
A l'edat adult poden atènyer fins a 3,2 cm de longitud total. És un peix d'aigua dolça i de clima tropical. Es troba a Sud-amèrica al sud-est del Brasil.